# Гамбо
Гамбо (англ. Gambo) — містечко в Канаді, у провінції Ньюфаундленд і Лабрадор.

## Населення
За даними перепису 2016 року, містечко нараховувало 1978 осіб, показавши скорочення на 0,3%, порівняно з 2011-м роком. Середня густина населення становила 21,5 осіб/км².
З офіційних мов обидвома одночасно володіли 30 жителів, тільки англійською — 1 945. Усього 15 осіб вважали рідною мовою не одну з офіційних.
Працездатне населення становило 51,8% усього населення, рівень безробіття — 21,7% (27,5% серед чоловіків та 16,7% серед жінок). 91,4% осіб були найманими працівниками, а 7,4% — самозайнятими.
Середній дохід на особу становив $32 753 (медіана $24 816), при цьому для чоловіків — $41 253, а для жінок $24 351 (медіани — $32 256 та $20 134 відповідно).
28,4% мешканців мали закінчену шкільну освіту, не мали закінченої шкільної освіти — 24,3%, 47,3% мали післяшкільну освіту, з яких 13,8% мали диплом бакалавра, або вищий.
| Статево-вікова структура населення | Статево-вікова структура населення | Статево-вікова структура населення | Статево-вікова структура населення | Статево-вікова структура населення |
| ---------------------------------- | ---------------------------------- | ---------------------------------- | ---------------------------------- | ---------------------------------- |
|                                    |                                    |                                    |                                    |                                    |
| Всього                             | Всього                             | 50,0%                              |                                    |                                    |
| 0 — 14 років                       | 0 — 14 років                       |                                    | 12,4%                              | 12,4%                              |
| 15 — 64 років                      | 15 — 64 років                      |                                    | 63,1%                              | 63,1%                              |
| 65 і більше                        | 65 і більше                        |                                    | 24,5%                              | 24,5%                              |
| 85 і більше                        | 85 і більше                        |                                    | 1,5%                               | 1,5%                               |
| Середній вік (років)               | Середній вік (років)               | 45,547,3                           | 46,4                               | 46,4                               |
| Медіана (років)                    | Медіана (років)                    | 48,650,5                           | 49,6                               | 49,6                               |
| — чоловіки — жінки                 |                                    |                                    |                                    |                                    |

| Походження мешканців:     | Походження мешканців:     | Походження мешканців: | Походження мешканців: | Походження мешканців: |
| ------------------------- | ------------------------- | --------------------- | --------------------- | --------------------- |
| Походження                |                           |                       | осіб                  | %                     |
| Корінні американці        | Корінні американці        |                       | 85                    | 4.39%                 |
| Інше північноамериканське | Інше північноамериканське |                       | 1 280                 | 66.15%                |
| Європейське               | Європейське               |                       | 975                   | 50.39%                |
| британське                | британське                |                       | 950                   | 49.1%                 |
| французьке                | французьке                |                       | 30                    | 1.55%                 |
| Африканське               | Африканське               |                       | 15                    | 0.78%                 |
| Азійське                  | Азійське                  |                       | 10                    | 0.52%                 |

| Зайнятість населення за галузями (за класифікацією NOC): | Зайнятість населення за галузями (за класифікацією NOC): | Зайнятість населення за галузями (за класифікацією NOC): | Зайнятість населення за галузями (за класифікацією NOC): | Зайнятість населення за галузями (за класифікацією NOC): |
| -------------------------------------------------------- | -------------------------------------------------------- | -------------------------------------------------------- | -------------------------------------------------------- | -------------------------------------------------------- |
|                                                          |                                                          |                                                          |                                                          |                                                          |
| Управління                                               | Управління                                               |                                                          | 6,4%                                                     | 6,4%                                                     |
| Бізнес, фінанси та адміністрування                       | Бізнес, фінанси та адміністрування                       |                                                          | 9,2%                                                     | 9,2%                                                     |
| Природничі та прикладні науки                            | Природничі та прикладні науки                            |                                                          | 4,6%                                                     | 4,6%                                                     |
| Охорона здоров'я                                         | Охорона здоров'я                                         |                                                          | 3,5%                                                     | 3,5%                                                     |
| Освіта, правозахист, муніципальні та урядові служби      | Освіта, правозахист, муніципальні та урядові служби      |                                                          | 11%                                                      | 11%                                                      |
| Мистецтво, культура, відпочинок та спорт                 | Мистецтво, культура, відпочинок та спорт                 |                                                          | 1,2%                                                     | 1,2%                                                     |
| Роздрібна торгівля та послуги                            | Роздрібна торгівля та послуги                            |                                                          | 30,1%                                                    | 30,1%                                                    |
| Гуртова торгівля, транспорт та обладнання                | Гуртова торгівля, транспорт та обладнання                |                                                          | 27,7%                                                    | 27,7%                                                    |
| Природні ресурси, сільське господарство                  | Природні ресурси, сільське господарство                  |                                                          | 2,3%                                                     | 2,3%                                                     |
| Виробництво                                              | Виробництво                                              |                                                          | 3,5%                                                     | 3,5%                                                     |

## Клімат
Середня річна температура становить 4,3°C, середня максимальна – 19,7°C, а середня мінімальна – -12,7°C. Середня річна кількість опадів – 1 031 мм.
| Клімат поселення                              | Клімат поселення | Клімат поселення | Клімат поселення | Клімат поселення | Клімат поселення | Клімат поселення | Клімат поселення | Клімат поселення | Клімат поселення | Клімат поселення | Клімат поселення | Клімат поселення | Клімат поселення |
| Показник                                      | Січ.             | Лют.             | Бер.             | Квіт.            | Трав.            | Черв.            | Лип.             | Серп.            | Вер.             | Жовт.            | Лист.            | Груд.            |                  |
| Середній максимум, °C                         | −1,65            | −2               | 1,92             | 7,20             | 12,21            | 16,90            | 19,70            | 19,55            | 15,13            | 9,86             | 5,12             | −0,06            |                  |
| Середня температура, °C                       | −6,99            | −7,34            | −3,42            | 1,86             | 6,86             | 11,56            | 16,29            | 16,15            | 11,74            | 6,47             | 1,73             | −3,46            |                  |
| Середній мінімум, °C                          | −12,31           | −12,67           | −8,76            | −3,49            | 1,53             | 6,22             | 12,89            | 12,75            | 8,35             | 3,08             | −1,67            | −6,86            |                  |
| Норма опадів, мм                              | 90               | 85               | 77               | 75               | 73               | 90               | 84               | 86               | 97               | 93               | 88               | 93               |                  |
| Середньомісячна швидкість вітру, м/с          | 5.85             | 5.64             | 5.62             | 5.40             | 4.99             | 4.78             | 4.49             | 4.59             | 5.05             | 5.40             | 5.66             | 5.84             |                  |
| Середньомісячна сонячна радіація, кДж/м²·день | 3810             | 6741             | 10613            | 14130            | 17082            | 18957            | 18816            | 15794            | 11690            | 6904             | 3955             | 2917             |                  |
| --------------------------------------------- | ---------------- | ---------------- | ---------------- | ---------------- | ---------------- | ---------------- | ---------------- | ---------------- | ---------------- | ---------------- | ---------------- | ---------------- | ---------------- |
| Джерело:                                      |                  |                  |                  |                  |                  |                  |                  |                  |                  |                  |                  |                  |                  |